# Eggstock
Eggstock är en bergstopp i Schweiz. Den ligger i distriktet Goms och kantonen Valais, i den centrala delen av landet. Toppen på Eggstock är 3 556 meter över havet.
Den högsta punkten i närheten är Dammstock, 3 630 meter över havet, 1,0 km söder om Eggstock.
Trakten runt Eggstock är permanent täckt av is och snö.